# Zuid-Amerikaans Formule 3-kampioenschap
Het Zuid-Amerikaanse Formule 3-kampioenschap was het regionale Formule 3-kampioenschap van Zuid-Amerika. De races werden voornamelijk in Brazilië en Argentinië gehouden.
Het kampioenschap ontstond in 1987 en heeft veel bekende coureurs geproduceerd. Onder anderen de voormalige Formule 1-coureurs Nelson Piquet jr., Ricardo Zonta, Cristiano da Matta en Christian Fittipaldi hebben deelgenomen aan het kampioenschap, alsmede drievoudig Indianapolis 500-winnaar Hélio Castroneves.
Na 2013 werd het kampioenschap vervangen door het Braziliaanse Formule 3-kampioenschap, dat zich meer focust op de Braziliaanse coureurs.

## Auto
De meeste auto's werden geleverd door Dallara. Voorheen werden er ook chassis' geleverd door Reynard, Ralt en TOM'S. Er waren verschillende motorleveranciers, waaronder Mugen-Honda, Alfa Romeo, Fiat en Opel, maar in de laatste jaren was Berta de enige leverancier. De banden werden geleverd door Pirelli.

## Kampioenen
| Seizoen | Coureur                 | Team                   | Auto                              | "Light" klasse         |
| ------- | ----------------------- | ---------------------- | --------------------------------- | ---------------------- |
| 1987    | Leonel Friedrich        | INI Competición        | Berta-Volkswagen                  |                        |
| 1988    | Juan Carlos Giacchino   | Sommi - Zanón          | Dallara-Alfa Romeo                |                        |
| 1989    | Gabriel Furlán          | Sommi - Zanón          | Dallara-Alfa Romeo                |                        |
| 1990    | Christian Fittipaldi    | Fittipaldi Competicion | Reynard-Alfa Romeo                |                        |
| 1991    | Affonso Giaffone        | INI Competición        | Ralt-Alfa Romeo                   |                        |
| 1992    | Marcos Gueiros          | Cesário Fórmula        | Ralt-Mugen-Honda                  | Suzane Carvalho        |
| 1993    | Fernando Croceri        | Cesário Fórmula        | Ralt-Mugen-Honda                  | Milton Sperafico       |
| 1994    | Gabriel Furlán          | GF Motorsport          | Dallara-Fiat                      |                        |
| 1995    | Ricardo Zonta           | Cesário Fórmula        | Dallara-Mugen-Honda               | Emiliano Spataro       |
| 1996    | Gabriel Furlán          | GF Motorsport          | Dallara-Fiat                      | Anibal Zaniratto       |
| 1997    | Bruno Junqueira         | Prop Car               | Dallara-Opel                      | Diego Chiozzi          |
| 1998    | Gabriel Furlán          | GF Motorsport          | Dallara-Mitsubishi                | Ramón Ibarra           |
| 1999    | Hoover Orsi             | Césario Fórmula        | Dallara-Mugen-Honda               | João Paulo de Oliveira |
| 2000    | Vitor Meira             | Amir Nasr Racing       | Dallara-Mugen-Honda               | Martín Cánepa          |
| 2001    | Juliano Moro            | Amir Nasr Racing       | Dallara-Mugen-Honda               | Daniel Scandian        |
| 2002    | Nelson Piquet jr.       | Piquet Sports          | Dallara-Mugen-Honda               | Eduardo Azevedo        |
| 2003    | Danilo Dirani           | Cesário F3             | Dallara-Mugen-Honda               | Rodrigo Ribeiro        |
| 2004    | Alexandre Sarnes Negrão | Piquet Sports          | Dallara-Mugen-Honda Dallara-Berta | Marcos Guerra          |
| 2005    | Alberto Valerio         | Cesário F3             | Dallara-Berta                     | Paulo José Meyer       |
| 2006    | Luiz Razia              | Razia Sports           | Dallara-Berta                     | Caio Costa             |
| 2007    | Clemente de Faria jr.   | Cesário F3             | Dallara-Berta                     |                        |
| 2008    | Nelson Merlo            | Bassani Racing         | Dallara-Berta                     |                        |
| 2009    | Leonardo Cordeiro       | Cesário Fórmula        | Dallara-Berta                     | Henrique Martins       |
| 2010    | Bruno Andrade           | Cesário Fórmula        | Dallara-Berta                     | Fernando Resende       |
| 2011    | Fabiano Machado         | Cesário Fórmula        | Dallara-Berta                     | Bruno Bonifacio        |
| 2012    | Fernando Resende        | Cesário Fórmula        | Dallara-Berta                     | Higor Hoffman          |
| 2013    | Felipe Guimarães        | Hitech Racing          | Dallara-Berta                     | Bruno Etman            |